# تيم ارنولد
تيم آرنولد (بالإنجليزية: Tim Arnold)‏ (من مواليد 3 يوليو 1975) بحي سوهو في لندن وهو مغني وكاتب أغاني و ملحن و منتج }و موسيقي ، وهو أيضا ناشط للحفاظ على منطقة لندن المعروفة باسم سوهو ودورها في فنون الأداء ، حقق أول نجاح كمغني وكاتب اغاني مع فرقة البوب البريطانية جوكاستا في منتصف عام 1990 . حيث أصدر أربعة عشر ألبوما، واحدة مع جوكاستا وثلاثة عشر ألبوما منفردا. وهو أيضا مؤلف وملحن في حي سوهو الفني .

## الحياة مبكرة
قضى تيم أرنولد طفولته في السفر عبر أوروبا مع والدته بولي بيركنز التي تدير ملاهى ليلية و المسارح . عاش في فرنسا واسبانيا والمملكة المتحدة.
في سن أربعة عشر عاما، ترك منزل والدته في إسبانيا و عاد وحده إلى إنجلترا للدراسة في مدرسة شتاينر رودولف، حيث شكل الفرقة جوكاستا مع أفضل صديق له جاك رينولدز.

## المشوار المهني
جوكاستا
في عام 1994 انضم أرنولد إلى الفرقة حيث انتقل من هيرتفوردشاير إلى لندن. اصدر مع جوكاستا البومه الأول عام 1997.
العمل منفردا
في عام 1999 وقع على صفقة نشر مع الموسيقى ريتشارد برانسون. حيث أصبح أيضا كاتب اغاني في مسرح شكسبير غلوب، ويؤلف الموسيقى الأصلية لبيتر اوزوالد ، في عام 2000 بدأ تأسيس لفترة وجيزة فرقة جديدة تسمى Spearshaker. سجلت الفرقة العديد من الأغاني في Rockfield في استوديوهات مونماوث، ويلز.
في عام 2011، اعاد أرنولد تجميع فرقة من الموسيقيين حيث كان يعمل في شكسبير غلوب. لتسجيل أغاني موسيقية كان قد ألفها لموسم 1999.
في عام 2012، بدأ أرنولد أداء أغنيات جديدة تحت اسم سوهو الأفاق.الذي كان يقوم به في العديد من البرامج في مسرح سوهو، و نادي غروشو ووليكسينغتون مع مالكي استيديوهات جيسي والاس، و غاري كيمب وفيل دانيلز طوال عامي 2012 و 2013 كما يحضر لـ ألبومه المقبل حول سوهو.
في عام 2015 منحه عمدة لندن، بوريس جونسون وسام المرشد السياحي في سوهو لندن كجزء من حملة حفظ لأرنولد حي سوهو الفني .

## الديسكوغرافيا
- جوكاستا - لا صدفة (1997)
- مصل الباحث عن (1998)
- لوكيتارا(2004)
- في الطريق (2005)
- أسرار سوهو (2006)

سوهو السرية (2006)
- هجو دي لا لونا (2007)
- ذكي ليس من الحكمة (2007)
- عالم آخر (2007)
- ريسترونغ(2007)
- اوكي دوكي (2009)
- السوناتة 155 (2010)
- أوغسطين البلوط (2011)
- سوهو الأفاق (2015)

## روابط خارجية
- تيم ارنولد على موقع ميوزك برينز (الإنجليزية)